# Da un momento all'altro
Da un momento all'altro (Moment to Moment) è un film statunitense del 1966 diretto da Mervyn LeRoy.